# Federale politie (België)
De federale politie (Frans: police fédérale, Duits: föderale Polizei) is in België de benaming van een van de twee politieniveaus waaruit de Geïntegreerde Politie bestaat.
Op 1 januari 2001 werden de voormalige politiediensten in België, te weten de Gerechtelijke Politie bij de Parketten, Gemeentepolitie en Rijkswacht, geïntegreerd en gestructureerd op twee niveaus. Sinds dat moment vormen de federale politie en de lokale politie de Belgische politie, die samen de geïntegreerde politiezorg verzekeren.
De federale politie verzekert over het gehele grondgebied van het Rijk, de gespecialiseerde en supralokale opdrachten van bestuurlijke en gerechtelijke politie, evenals ondersteunende opdrachten voor de lokale politie en voor politieoverheden, volgens de principes van subsidiariteit en specialiteit. Er is geen hiërarchisch verband tussen de lokale en federale politie: beide takken zijn volledig evenwaardig aan elkaar, ze verschillen enkel op functioneel vlak.
De federale politie is één federaal korps, bestaande uit het Commissariaat-generaal (CG) met bijhorende directies, en uit drie algemene directies:
- de Algemene Directie van de bestuurlijke politie (DGA),
- de Algemene Directie van de gerechtelijke politie (DGJ), en
- de Algemene Directie van het middelenbeheer en de informatie (DGR).

Ze bestaan elk uit directies en eenheden/diensten, en worden geleid door een directeur-generaal (DG).
Op het terrein is de federale politie per gerechtelijk arrondissement gedeconcentreerd aanwezig via:
- de gedeconcentreerde coördinatie- en steundirecties onder leiding van een bestuurlijke directeur-coördinator (DirCo)
- de gedeconcentreerde directies van de federale gerechtelijke politie onder leiding van een gerechtelijk directeur (DirJud)

Beide gedeconcentreerde diensten fungeren als draaischijf tussen de federale en lokale politie.

## Leiding
De federale politie staat onder leiding van de commissaris-generaal (CG) en valt onder het gezag van de ministers van Binnenlandse Zaken en Justitie.
Eerste hoofdcommissaris Eric Snoeck oefent de functie van commissaris-generaal uit sinds 18 april 2024.
| Mandaat                       | Commissaris-Generaal             |
| ----------------------------- | -------------------------------- |
| 1 januari 2001 - 1 maart 2007 | HCP Herman Fransen               |
| 1 maart 2007 - 24 maart 2011  | HCP Fernand Koekelberg           |
| 24 maart 2011 - 1 maart 2012  | HCP Paul Van Thielen (wnd.)      |
| 1 maart 2012 - 1 mei 2018     | HCP Catherine De Bolle           |
| 1 mei 2018 - 15 juni 2018     | HCP Claude Fontaine (ad-interim) |
| 15 juni 2018 - 15 juni 2023   | HCP Marc De Mesmaeker            |
| 15 juni 2023 - 17 april 2024  | 1HCP Eric Snoeck (ad-interim)    |
| 18 april 2024 - heden         | 1HCP Eric Snoeck                 |

## Commissariaat-generaal (CG)
Het Commissariaat-generaal omvat enkele centrale stafdiensten en wordt geleid door de commissaris-generaal die het politiebeleid van de bevoegde ministers en het Nationaal Veiligheidsplan (NVP) uitvoert. De commissaris-generaal stuurt en managet het korps. Hij of zij draagt bij tot een optimale geïntegreerde werking van de twee politiecomponenten, door toe te zien op de uitgevoerde steunopdrachten.
Het Commissariaat-generaal staat in voor de verwerking van de politionele informatie ten behoeve van de federale en lokale politiediensten via o.a. het beheer van de Algemene Nationale Gegevensbank (ANG) en het Centraal Vuurwapenregister. Daarnaast vallen de communicatie- en informatiecentra (CIC), dewelke per provincie instaan voor de radiocommunicatie, onder de bevoegdheid van het Commissariaat-Generaal. Het verzekert ook de relaties met de Europese politiedienst (EUROPOL), met de internationale organisatie voor criminele politie (INTERPOL) en buitenlandse politiekorpsen. Het CG levert steun aan de lokale politie op het gebied van organisatieontwikkeling, financieel beheer en de opmaak van de zonale veiligheidsplannen (ZVP), etc. Ten slotte worden ook de Speciale Eenheden (CGSU) vanuit het Commissariaat-Generaal geleid en gecoördineerd met het oog op de uitvoering van de bijzondere opsporingsmethoden observatie en infiltratie, bijzondere bewakings- en beschermingsoperaties, interventies en de identificatie van (rampen)slachtoffers via de DVI-eenheid.

#### Directies van het Commissariaat-generaal
- Directie van de politionele strategie
- Directie van de internationale politiesamenwerking (CGI)
- Directie van de communicatie (CGC)
- Directie voor preventie en bescherming op het werk (CGWB)
- 13 gedeconcentreerde coördinatie- en steundirecties (CSD)
  - Interventiekorps (CIK)

#### Diensten van de commissaris-generaal
- Dienst Informatieveiligheid
- Dienst Beleidsondersteuning
- Dienst Interne Audit
- Dienst Integriteit

#### Coördinatie- en steundirecties (CSD)
De coördinatie- en steundirecties, die rechtstreeks afhangen van de commissaris-generaal, situeren zich op het niveau van de gerechtelijke arrondissementen. Geleid door directeurs-coördinatoren (DirCo) verzekeren de CSD's, samen met de gedeconcentreerde directies van de federale gerechtelijke politie, een scharnierfunctie in het politielandschap. De CSD's leveren de bestuurlijke steun vanuit de federale politie op arrondissementeel niveau, de FGP's leveren de gerechtelijke steun en diensten.
Het takenpakket van de coördinatie- en steundirecties bestaat uit:
- de ondersteuning van de territoriale eenheden van de federale politie
- de technische, operationele en bestuurlijke ondersteuning van de lokale politie
- de coördinatie van de ondersteuning door de federale politie voor supralokale operaties van bestuurlijke politie
- de coördinatie en het commando van bepaalde politieoperaties bepaald in de Wet op het Politieambt (WPA)
- het ondersteunen van de interzonale samenwerking tussen lokale politiekorpsen

De directeur-coördinator onderhoudt regelmatige contacten met justitie, bestuurlijke politieoverheden, militaire autoriteiten en de andere politie-eenheden binnen zijn arrondissement. Daarnaast staat hij in voor de coördinatie en leiding van bepaalde operaties en het beheer van slachtofferhulp van de federale politie op zijn grondgebied. Ten slotte heeft de DIRCO het gezag over de Communicatie- en informatiedienst van het arrondissement (SICAD) - dat instaat voor de radiocommunicatie, behandeling van noodoproepen, analyse en verwerking van allerlei operationele informatie - alsook over het peloton van het Interventiekorps van dat arrondissement.

#### Interventiekorps (CIK)
Het Interventiekorps is de niet-gespecialiseerde federale interventiereserve van de federale politie. Het CIK telt ongeveer 450 personeelsleden. Het is een reserve interventie-eenheid die in eerste instantie operaties en prioriteiten van nationaal belang behandelt en in tweede instantie steun verleent op lokaal niveau. Ze bestaat uit 12 afdelingen (gewoonlijk eenvoudigweg ook 'interventiekorpsen' genoemd): een per gerechtelijk arrondissement. Elke 'afdeling' maakt deel uit van een coördinatie- en steundirectie.
De leden van het Interventiekorps voeren alle niet-gespecialiseerde opdrachten uit ten behoeve van de politiezones en federale eenheden die versterking nodig hebben binnen hun provincie.
Het Interventiekorps omvat al het niet-gespecialiseerd personeel van de vroegere Algemene Reserve van de federale politie, terwijl de gespecialiseerde politiemensen en logistiek (sproeiwagens, bescherming vips, bescherming waardetransporten, transport gevaarlijke gedetineerden) tegenwoordig deel uitmaken van de Directie openbare veiligheid en de Directie bescherming.

## Algemene directie van de bestuurlijke politie (DGA)

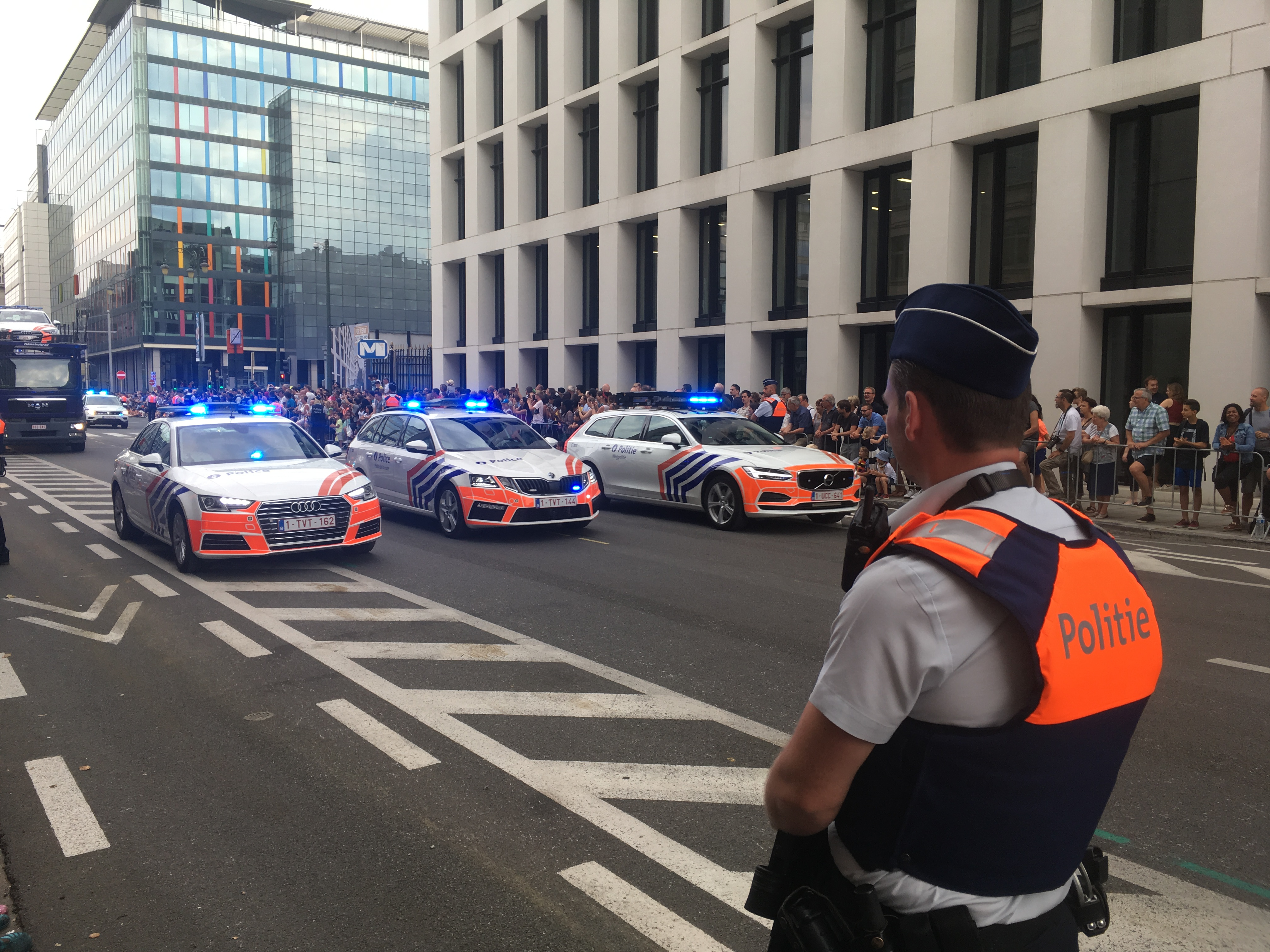
Voertuigen van de wegpolitie op het nationaal defilé van 21 juli 2018.

De Algemene directie van de bestuurlijke politie staat in voor de gespecialiseerde en supralokale bestuurlijke politie-operaties. Hij vormt de geüniformeerde tak van de federale politie met als tegenhanger de Algemene directie van de gerechtelijke politie.
De DGA levert de politionele diensten op de snelwegen, de binnenwateren en de Noordzee, de Belgische luchthavens en de spoorwegen. Voorts verzekert hij ook de immigratie- en grenscontrole; de beveiliging en bescherming van waardtransporten; het beveiligd transport van gevaarlijke gedetineerden, belangrijke personen en de koninklijke familie en haar paleizen; de hondensteun, de luchtsteun en andere speciale ondersteuning.

#### Structuur
- Directie van de operaties bestuurlijke politie (DAO)
- Directie van de wegpolitie (DAH)
- Directie van de luchtvaartpolitie (LPA)
- Directie van de spoorwegpolitie (SPC)
- Directie van de scheepvaartpolitie (SPN)
- Directie hondensteun (DACH)
- Directie luchtsteun (DAFA)
- Directie openbare veiligheid (DAS)
- Directie bescherming (DAP)
- Directie bewaking en beveiliging (DAB)

Ten gevolge van een bijzonder besluit van de ministerraad van 2004 die de oprichting van het Interventiekorps voorzag, hield de Directie van de Algemene Reserve (DAR) in zijn vroegere vorm op met bestaan. De niet-gespecialiseerde personeelsleden en middelen zijn gescheiden van de gespecialiseerde, en vormen heden het Interventiekorps. De overgebleven gespecialiseerde eenheden zoals de cavalerie, de diensten voor de beveiliging van waardetransporten en de sproeiwageneenheden werden omgevormd tot de Directie openbare veiligheid. Ook de Dienst detacheringen van de DAR werd afgeschaft en de afgedeelde personeelsleden vallen sinds 2010 onder de Dienst tijdelijke affecties (ATA) van de Directie van het personeel (DRP) van de Algemene directie van het middelenbeheer en de informatie.

## Algemene directie van de gerechtelijke politie (DGJ)
Deze algemene directie, ook gekend als de Federale gerechtelijke politie (FGP), levert de gespecialiseerde en supralokale gerechtelijke politionele diensten. Hij bestaat uit diverse directies en secties die tot doel hebben criminele fenomenen en feiten op te sporen, te onderzoeken en aan te pakken. De DGJ behandelt de misdrijven en onderzoeksoperaties die een gespecialiseerde aanpak vereisen, zoals georganiseerde criminaliteit, corruptie, verdwijningen of cybercriminaliteit. De meerderheid van de gerechtelijke operaties vinden plaats in de gedeconcentreerde gerechtelijke directies. De centrale diensten staan in voor de ondersteuning en gespecialiseerde onderzoeken. De opdrachten van de DGJ worden gerealiseerd onder de leiding van de bevoegde gerechtelijke overheden (parket en onderzoeksrechter).

#### Structuur
- Centrale directie van operaties inzake gerechtelijke politie (DJO)
- Centrale directie van de technische en wetenschappelijke politie (DJT)
- Centrale directie van de bestrijding van de zware en georganiseerde criminaliteit (DJSOC)
  - onder deze Directie valt ook de Centrale Dienst voor de Bestrijding van Corruptie (CDBC)
- Directie van de speciale eenheden (DSU)
- 14 gedeconcentreerde gerechtelijke directies (FGP)

## Algemene directie van het middelenbeheer en de informatie (DGR)
De DGR is bevoegd voor het management van de niet-operationele middelen van de federale politie, zoals het personeel, de logistiek en de financiële middelen. Tevens staat hij ook in voor bepaalde steunopdrachten aan de lokale politie. De algemene directie is onder meer verantwoordelijk voor de rekrutering, selectie en opleiding van politiemensen; de interne communicatie; de voertuigen, uniformen en bewapening; de ICT en de boekhouding.

#### Structuur
- Directie van het personeel (DRP)
- Directie van de logistiek (DRL)
- Directie van de informatie (DRI)
- Directie van de financiën (DRF)

## Herkenningspunten van de politie
Onder de herkenningspunten van de politie verstaan we onder andere het logo, de striping en de graden.

### Logo
De federale en lokale politie wordt gevisualiseerd door het logo waarin zowel een hand als een vlam kunnen worden herkend. Het symbool in een cirkel versterkt de notie integratie. De soepele lijn van de hand/vlam weerspiegelt de wil tot harmonisatie van de dagelijkse relaties met de bevolking en tussen de verschillende politiekorpsen. De keuze van de blauwe kleur is een uitdrukking van de wens deze relaties aan te knopen in een sfeer van wederzijds vertrouwen, met het oog op een goede ordehandhaving en een optimale veiligheid voor iedereen. De kleuren, oranje voor de federale politie en lichtblauw voor de lokale politie, komen terug in het onderstrepingslijntje onder de belettering. Deze lijntjes zorgen voor een differentiatie tussen de twee niveaus.

### Graden
De graden van de federale politie zijn dezelfde als deze bij de lokale politie, behalve voor het beveiligingskader. Dit kader is alleen bij de federale politie voorzien en bestaat uit leden van het voormalige Veiligheidskorps van de FOD Justitie. Het verschil tussen de twee takken kan gezien worden aan de hand van de kleur van de stilistische lijnen op de graad- en naamtekens die op de borstzakken van het uniform worden gedragen. De lijnen zijn lichtblauw voor de lokale politie en oker voor de federale politie (de lijnen hebben dezelfde kleur van het graadkenteken (zilver of goud) voor leden van de Algemene Inspectie).
| Kader             | Graad | Opmerkingen | Graadteken federale politie          |
|                   | | |                                      |
| Officierskader    | eerste hoofdcommissaris van politie (1HCP) | graad gedragen na 13 jaar anciënniteit in de graad van hoofdcommissaris zelfde bevoegdheden als HCP                                                                                    | 1HCP fedpol                          |
| Officierskader    | hoofdcommissaris van politie (HCP) | bestuurlijke bevoegdheid: officier van bestuurlijke politie (OBP) gerechtelijke bevoegdheid: officier van gerechtelijke politie (OGP), hulpofficier van de procureur des Konings (HPK) | HCP fedpol                           |
| Officierskader    | eerste commissaris van politie (1CP) | graad gedragen na 13 jaar anciënniteit in de graad van commissaris zelfde bevoegdheden als CP                                                                                          | 1CP fedpol                           |
| Officierskader    | commissaris van politie (CP) | bestuurlijke bevoegdheid: officier van bestuurlijke politie (OBP) gerechtelijke bevoegdheid: officier van gerechtelijke politie (OGP), hulpofficier van de procureur des Konings (HPK) | CP fedpol                            |
| Officierskader    | aspirant-commissaris van politie (ACP) | graad gedragen als rekruut tijdens de opleiding | ACP fedpol                           |
|                   | | |                                      |
| Middenkader       | eerste hoofdinspecteur van politie (1HINP) eerste hoofdinspecteur van politie met specialiteit politieassistent (1HINP PA) eerste hoofdinspecteur van politie met bijzondere specialisatie (1HINP BS)       | graad gedragen na 13 jaar anciënniteit in de graad van hoofdinspecteur zelfde bevoegdheden als HINP                                                                                    | 1HNIP fedpol                         |
| Middenkader       | hoofdinspecteur van politie (HINP) hoofdinspecteur van politie met specialiteit politieassistent (HINP PA) hoofdinspecteur van politie met bijzondere specialisatie (HINP BS)                               | bestuurlijke bevoegdheid: agent van bestuurlijke politie (ABP) gerechtelijke bevoegdheid: officier van gerechtelijke politie (OGP), hulpofficier van de procureur des Konings (HPK)    | HINP fedpol                          |
| Middenkader       | aspirant-hoofdinspecteur van politie (AHINP) aspirant-hoofdinspecteur van politie met specialiteit politieassistent (AHINP PA) aspirant-hoofdinspecteur van politie met bijzondere specialisatie (AHINP BS) | graad gedragen als rekruut tijdens de opleiding | AHINP fedpol                         |
|                   | | |                                      |
| Basiskader        | eerste inspecteur van politie (1INP) | graad gedragen na 13 jaar anciënniteit in de graad van inspecteur zelfde bevoegdheden als INP                                                                                          | 1INP fedpol                          |
| Basiskader        | inspecteur van politie (INP) | basisgraad, volle politiebevoegdheid bestuurlijke bevoegdheid: agent van bestuurlijke politie (ABP) gerechtelijke bevoegdheid: agent van gerechtelijke politie (AGP)                   | INP fedpol                           |
| Basiskader        | aspirant-inspecteur van politie (AINP) | graad gedragen als rekruut tijdens de opleiding | AINP fedpol                          |
|                   | | |                                      |
| Beveiligingskader | eerste beveiligingscoördinator van politie (1BCSP) | graad gedragen na 13 jaar anciënniteit in de graad van beveiligingscoördinator zelfde bevoegdheden als BCSP                                                                            | Graad Eerste beveiligingscoördinator |
| Beveiligingskader | beveiligingscoördinator van politie (BCSP) | beperkte politiebevoegdheid | Graad Beveiligingscoördinator        |
| Beveiligingskader | eerste beveiligingsassistent van politie (1BASP) | graad gedragen na 13 jaar anciënniteit in de graad van beveiligingsassistent zelfde bevoegdheden als BASP                                                                              | Graad Eerste beveiligingsassistent   |
| Beveiligingskader | beveiligingsassistent van politie (BASP) | beperkte politiebevoegdheid | Graad Beveiligingsassistent          |
| Beveiligingskader | aspirant-beveiligingsassistent van politie (ABASP) | graad gedragen als rekruut tijdens de opleiding | Graad aspirant-beveiligingsassistent |
| Beveiligingskader | eerste beveiligingsagent van politie (1BAGP) | graad gedragen na 13 jaar anciënniteit in de graad van beveiligingsagent zelfde bevoegdheden als BAGP                                                                                  | Graad Eerste beveiligingsagent       |
| Beveiligingskader | beveiligingsagent van politie (BAGP) | beperkte politiebevoegdheid | Graad Beveiligingsagent              |
| Beveiligingskader | aspirant-beveiligingsagent van politie (ABAGP) | graad gedragen als rekruut tijdens de opleiding | Graad Aspirant Beveiligingsagent     |
|                   | | |                                      |
| Agentenkader      | eerste agent van politie (1AP) | graad gedragen na 13 jaar anciënniteit in de graad van agent zelfde bevoegdheden als AP                                                                                                | 1AP fedpol                           |
| Agentenkader      | agent van politie (AP) | vroegere hulpagent, beperkte politiebevoegdheden (verkeerswetgeving, GAS-wetgeving) | AP fedpol                            |
| Agentenkader      | aspirant-agent van politie (AAP) | graad gedragen als rekruut tijdens de opleiding | AAP fedpol                           |

## Uitrusting

### Vuurwapens
Onderstaande vermelde wapens worden gebruikt om gewone officieren uit te rusten. De speciale eenheden van de federale politie hebben de mogelijkheid om andere wapens te gebruiken waaronder aanvalsgeweren, machinegeweren, granaatwerpers en sluipschuttergeweren afhankelijk van de situatie.
- Smith & Wesson M&P Pistool
- Glock Pistool
- Uzi Machinepistool
- Steyr AUG Machinepistool
- Heckler & Koch UMP Machinepistool
- Heckler & Koch MP5 Machinepistool